# George Harvey (tir sportif)
Pour les articles homonymes, voir George Harvey.
George Henry Harvey, né le 9 janvier 1878 dans le Gloucestershire et mort le 6 octobre 1960 à Alicedale (en), est un tireur sportif sud-africain.

## Carrière
George Harvey participe aux épreuves de tir des Jeux olympiques de 1912 à Stockholm et des Jeux olympiques de 1920 à Anvers. Lors de ces derniers Jeux, il est médaillé d'argent en carabine d'ordonnance couché à 600 m par équipes.